# Градска текија у Вучитрну
Градска текија у Вучитрну је гробница, а названа је тако јер се у близини налази локална суфијска текија.

## Опште информације
Гробница се налази у центру градског парка, у близини школа. Осмоугаона крипта садржи шест гробова, за које се каже да припадају суфијским шеицима, али се такође спекулише да су гробови високих отоманских војника. Око гробнице се појавио култ светилишта, где се пале свеће. Често ће се тамо наћи они који траже срећу или бдеју и моле се.
Гробови су се некада протезали све до спортских терена, али је надгробне споменике у садашњи парк сравнила Влада СФРЈ после Другог светског рата. Ова судбина задесила је и гробове на западној страни Старе тврђаве код Војиновића куле. Усмено препричавање чувара светиње Ајета Хаварде каже да је текија подигнута пре у 19. веку.